# Dubai Tennis Championships & Dubai Duty Free Women’s Open 2004
Die Barclays Dubai Tennis Championships 2004 waren ein Tennisturnier der WTA Tour 2004 für Damen und ein Tennisturnier der ATP Tour 2004 für Herren in Dubai. Das Damenturnier der WTA fand vom 21. bis 28. Februar 2004 statt, das Herrenturnier der ATP vom 1. Februar bis 7. März 2004.

## Herrenturnier
→ Qualifikation: Dubai Tennis Championships 2004/Qualifikation

## Damenturnier
→ Qualifikation: Dubai Duty Free Women’s Open 2004/Qualifikation